# Jirawat Sutivanichsak
Jirawat Sutivanichsak (จิรวรรตน์ สุทธิวณิชศักดิ์; nascido em 30 de outubro de 2000), apelidado de Dew (ดิว) é um ator e modelo tailandês. Ele é um artista popular por sua estreia como ator em F4 Thailand: Boys Over Flowers em 2021, o que lhe deu fama internacional.

## Início da vida e educação
Jirawat nasceu em Banguecoque, Tailândia em 30 de outubro de 2000. Seu nome de nascimento é Kongkidakorn, mas ele mudou para Jirawat quando estava no ensino fundamental. Ele é um artista da GMMTV. Ele estudou no Saint Gabriel's College no ensino médio e agora está estudando Design Interativo e Multimídia na Universidade Srinakharinwirot. Antes de atuar, ele entrou na indústria do entretenimento como modelo.

## Carreira e avanço
Em 2021, Dew fez sua estreia como ator como "Ren Renrawin Aira" (Rui Hanazawa) na série F4 Thailand: Boys Over Flowers, uma adaptação tailandesa do mangá japonês Hana Yori Dango de Yoko Kamio. Em 16 de setembro de 2020, a GMMTV revelou oficialmente o elenco. A série foi um sucesso internacional e ficou em primeiro lugar no "Top Thai Romance Series" para assistir online. Seu papel na série recebeu uma recepção calorosa e lhe deu popularidade mundial.
Em 2022, Dew teve uma passagem de sucesso durante os concertos musicais "Shooting Star", nos países do Sudeste Asiático, junto com seus colegas de elenco da F4 Thailand. Em setembro de 2022, ele interpretou "Fong" na antologia romântica 'Zero in the Moonlight', uma curta série 'Magic of Zero' ao lado de Tontawan Tantivejakul (Tu), que interpretou seu interesse amoroso.
Em 2023, Dew estrelou como "Nai" na série de televisão tailandesa de suspense e terror Home School, junto com Ramida Jiranorraphat (Jane) e seu colega artista da F4 Thailand Hirunkit Changkham (Nani). A série se tornou a primeira série tailandesa original no Prime Video, Tailândia. Em julho, ele apareceu no videoclipe do (G)I-dle "I Do: A Love Story in Bangkok". Ele também apareceu em uma série de comédia romântica Because You Are My First Love ao lado de Chanikarn Tangkabodee (Prim), um remake da popular série chinesa A Love So Beautiful.

## Endossos
Dew aparece regularmente na Mint, Harper's Bazaar, L'Officiel Hommes, LIPS e Elle. Ele modelou marcas de luxo como Louis Vuitton, Fendi, Prada, Ralph Lauren, Bottega Veneta e Valentino. Em maio de 2023, ele foi uma celebridade convidada no desfile Pré-Outono 2023 da Louis Vuitton em Seul, Coreia do Sul. Em julho de 2023, ele tinha mais de 7,5 milhões de seguidores no Instagram e seu estilo de vida inclui esboços e fotografia. A partir de agosto, ele fez uma turnê solo em alguns países do sul da Ásia. Em setembro de 2023, ele foi convidado para a semana de moda da Emporio Armani e Onitsuka Tiger SS 2024 em Milão, Itália.

## Filmografia

### Televisão
| Ano  | Título                               | Personagem              | Notas                    | Canal  |
| ---- | ------------------------------------ | ----------------------- | ------------------------ | ------ |
| 2021 | F4 Thailand: Boys Over Flowers       | "Ren" Renrawin Aira     | Papel principal          | GMM 25 |
| 2022 | Magic of Zero: Zero In The Moonlight | Fong                    | Papel principal          | GMM 25 |
| 2022 | Good Old Days                        | Nut                     | Papel convidado (Ep. 10) | GMM 25 |
| 2023 | Home School                          | Nai                     | Papel principal          | GMM 25 |
| 2023 | Faceless Love                        | "Vee" Veekij Kraiphiwat | Papel principal          | GMM 25 |
| 2024 | A Love So Beautiful                  | "Chadjen" Phaisansakul  | Papel principal          | GMM 25 |
| 2025 | Leap Day                             | "Night" Rattikan        | Papel principal          | GMM 25 |
| TBA  | Burnout Syndrome                     | Pheem                   | Papel principal          | GMM 25 |
| TBA  | Mu-Te-Luv                            | Phayu                   | Papel principal          | GMM 25 |

## Discografia

### OST
| Ano  | Título da Música | Artista |
| ---- | ---------------- | --- |
| 2022 | "Who Am I"       | Vachirawit Chivaaree (Bright), Jirawat Sutivanichsak, Metawin Opas-iamkajorn (Win) & Hirunkit Changkham (Nani)       |
| 2022 | "Shooting Star"  | Vachirawit Chivaaree (Bright), Jirawat Sutivanichsak (Dew), Metawin Opas-iamkajorn (Win) & Hirunkit Changkham (Nani) |
| 2022 | "In The Wind"    | Dew |
| 2023 | "North Star"     | Dew |

### Aparições em videoclipes
| Ano  | Título                        | Artista  | Canal    |
| ---- | ----------------------------- | -------- | -------- |
| 2023 | I Do: A Love Story in Bangkok | (G)I-dle | 88rising |

## Prêmios e indicações
| Ano  | Associações                              | Categoria                                                        | Nomeações                   | Resultado |
| ---- | ---------------------------------------- | ---------------------------------------------------------------- | --------------------------- | --------- |
| 2022 | The 3rd Mani Mekhala Awards (2022)       | Melhor Estrela Masculina em Ascensão                             |                             | Venceu    |
| 2022 | Content Asia Awards                      | Melhor Canção Original: Para um Filme ou Programa de TV Asiático | "Who Am I" Ost. F4 Thailand | Indicado  |
| 2022 | The 27th Asian Television Awards (ATA)   | Melhor Música Tema                                               | "Who Am I" Ost. F4 Thailand | Indicado  |
| 2022 | Asian Academy Creative Awards (AAA) 2022 | Melhor Música Tema ou Tema de Título: Vencedores Nacionais       | "Who Am I" Ost. F4 Thailand | Venceu    |
| 2022 | Asian Academy Creative Awards (AAA) 2022 | Melhor Música Tema ou Tema de Título: Vencedores da Grande Final | "Who Am I" Ost. F4 Thailand | Venceu    |
| 2023 | 14th Nataraja Awards                     | Melhor Elenco                                                    | F4 Thailand                 | Indicados |
| 2023 | Central World Music Community Award 2023 | Artista do Ano                                                   | "North Star"                | Indicado  |